# Öl i Slovenien

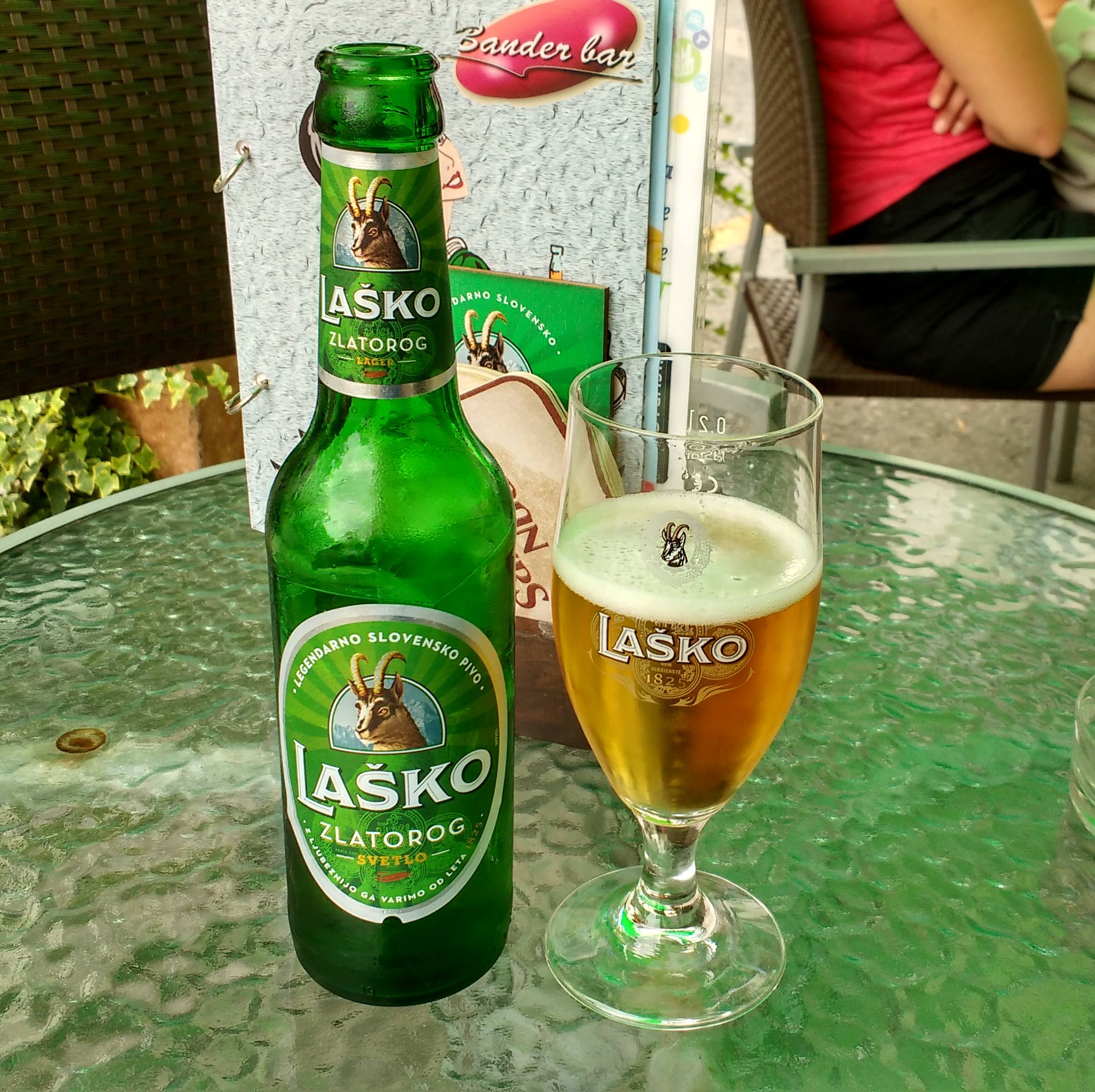
Laško Zlatorog

Öl i Slovenien domineras av den bleka pilsnern. De mest kända märkena av slovensk öl är Laško och Union.